# Krista Sutton
Krista Sutton (* 29. März 1970 in Pointe-Claire, Québec) ist eine kanadische Schauspielerin.

## Leben
Krista Sutton wurde im Jahr 2000 durch ihre Rolle im Thriller American Psycho bekannt, wo sie gemeinsam mit Christian Bale und Cara Seymour in einer Dreier-Sexszene auftrat. Danach trat sie überwiegend in Fernsehproduktionen auf. Von 2003 bis 2004 spielte sie in über 340 Folgen der kanadischen Seifenoper Train 48 die Hauptrolle der Liz Irwin-Gallo.

## Filmografie
- 2000: The Adulterer
- 2000: Loretta – Triumph des Willens (The Loretta Claiborne Story, Fernsehfilm)
- 2000: American Psycho
- 2000: Zweimal im Leben (Twice in a Lifetime, Fernsehserie, eine Folge)
- 2003: Coast to Coast (Fernsehfilm)
- 2003: In the Family (Fernsehfilm)
- 2003: Real Men (Fernsehfilm)
- 2003: The Dog Walker
- 2003: Public Domain
- 2003–2004: Train 48 (Fernsehserie, unbekannte Anzahl Folgen)
- 2004: Willkommen in Mooseport (Welcome to Mooseport)
- 2004: 6Teen (Fernsehserie, vier Folgen)
- 2005: The West Wing – Im Zentrum der Macht (The West Wing, Fernsehserie, zwei Folgen)
- 2005: This Is Wonderland (Fernsehserie, zwei Folgen)
- 2006: Doomstown (Fernsehfilm)
- 2006: Punched Up (Fernsehserie, unbekannte Anzahl Folgen)
- 2007: Stir of Echoes: The Homecoming (Fernsehfilm)
- 2007–2009: Springfield Story (The Guiding Light, Fernsehserie, drei Folgen)
- 2008: Jack and Jill vs. the World
- 2009: A Wake